# Cel·la galvànica
La cel·la galvànica és un dispositiu que consisteix en dos metalls diferents connectats per mitjà d'un pont salí o un disc porós situat entre cada mitja cel·la. Rep el seu nom en honor de Luigi Galvani.

## Història
El 1780, Luigi Galvani va descobrir que quan es connectaven dos metalls diferents, com el coure i el zinc per exemple, i tocaven al mateix temps dues parts diferents del nervi de la pota d'una granota, es produïa la contracció de la pota. Galvani ho va anomenar electricitat animal.
La pila voltaica, inventada el 1800 per Alessandro Volta és similar a la cel·la galvànica. Aquests descobriments van preparar el camí a les bateries elèctriques.

## Descripció

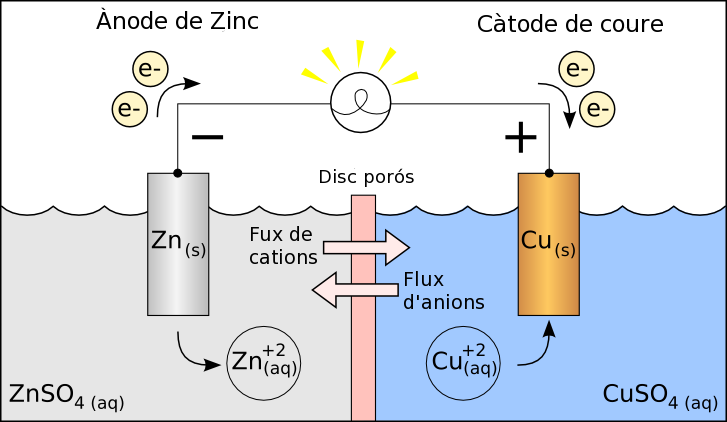
Esquema d'una cel·la galvànica

El metalls d'una cel·la galvànica es dissolen a l'electròlit a dues velocitats diferents. Els metalls esdevenen ions positius en dissoldre's i els electrons en resten a la part no dissolta. Com a resultat, el metall adquireix una càrrega negativa neta al mateix temps que l'electròlit esdevé carregat positivament. Cada metall és sotmès a la meitat d'una reacció redox, amb taxes de dissolució diferents que donen diferents potencials de reducció entre l'electròlit i cada metall. Si una connexió elèctrica, com un fil metàl·lic o un altre tipus de contacte directe entre els dos elèctrodes, apareix un corrent elèctric al metall. Al mateix temps, un corrent elèctric igual però d'ions positius apareix a l'electròlit. Els ions del metall més actiu, que forma l'ànode, són transferits a l'electròlit. Els ions dissolts també són transferits al metall menys actiu, el càtode, i es dipositen sobre la seva superfície, recobrint-lo. D'aquesta manera l'ànode es consumeix o corroeix, quan el material de l'ànode ha estat totalment consumit, el potencial de la cel·la cau i el corrent s'atura. El metall pot ser considerat com el combustible que proporciona l'energia al giny. Un procés similar és utilitzar a l'electròlisi. El corrent elèctric a l'electròlit és igual al corrent del circuit extern, és a dir, el circuit elèctric complet és format tant per camí extern, que recorren els electrons, com per la part de l'electròlit, que recorren els ions positius.
Hi ha un flux d'electrons des de l'ànode, els ions oxidats, cap al càtode, els àtoms reduïts (que capten electrons). Aquest flux produït per una reacció d'oxidació reducció (redox) és el que constitueix el corrent elèctric que produeix la cel·la.

## Potencial elèctric d'una cel·la galvànica
El potencial estàndard de reducció (captació d'electrons) d'una cel·la pot ser determinat fàcilment utilitzant una taula de potencials. També es pot utilitzar una taula d'oxidació potencial, però és molt més habitual fer servir la de reducció. El primer pas consisteix a identificar els dos metalls que reaccionen a la cel·la. Llavors cal mirar el valor de la columna Eo, en volts, per a cadascuna de les dues mitges reaccions. El potencial de la cel·la serà igual al valor més positiu de Eo menys el valor menys negatiu de Eo.
Per exemple, a la imatge anterior les solucions són CuSO₄ i ZnSO₄. Cada solució té submergit el metall corresponent i un pont salí o un disc porós connecta les dues solucions permetent que els ions de SO₄2− flueixin lliurement entre les solucions de coure i zinc. Per tal de calcular el potencial elèctric, si mirem les mitges reaccions del coure i el zinc trobem que:
Cu2+ + 2e− → Cu (E = +0.34 V)
Zn2+ + 2e− → Zn (E = −0.76 V)
Així la reacció que realment es produeix és:
Cu2+ + Zn → Cu + Zn2+
El potencial elèctric és llavors +0.34 V −(−0.76 V) = 1.10 V
Si la cel·la treballa en condicions no estàndards, els potencials han de ser corregits utilitzant l'equació de Nernst.

## Corrosió galvànica
La corrosió galvànica és un procés que degrada els metalls electroquímicament. Aquesta corrosió es produeix quan dos metalls diferents es posen en contacte en presència d'un electròlit, com la salmorra, formant una cel·la galvànica. La cel·la també es formaria si un únic metalls fos exposat a dues concentracions diferents d'electròlit. El potencial electroquímic que en resulta produeix un corrent elèctric que dissol electrolíticament el metall menys noble.

## Tipus de cel·la
- Cel·la de concentració
- Cel·la electrolítica
- Cel·la electroquímica